# Cmentarz żydowski w Żołyni
Cmentarz żydowski w Żołyni – został założony na przełomie XVIII i XIX wieku i zajmuje powierzchnię 0,7 ha na której po zniszczeniach z czasów II wojny światowej zachowało się około dwudziestu nagrobków z których najstarsze pochodzą z początku dwudziestego wieku. W 1991 roku teren nekropolii został uporządkowany i ogrodzony, a odnalezione ocalałe macewy ustawiono na betonowych postumentach. Postawiono też kamień pamiątkowy w kształcie macewy.

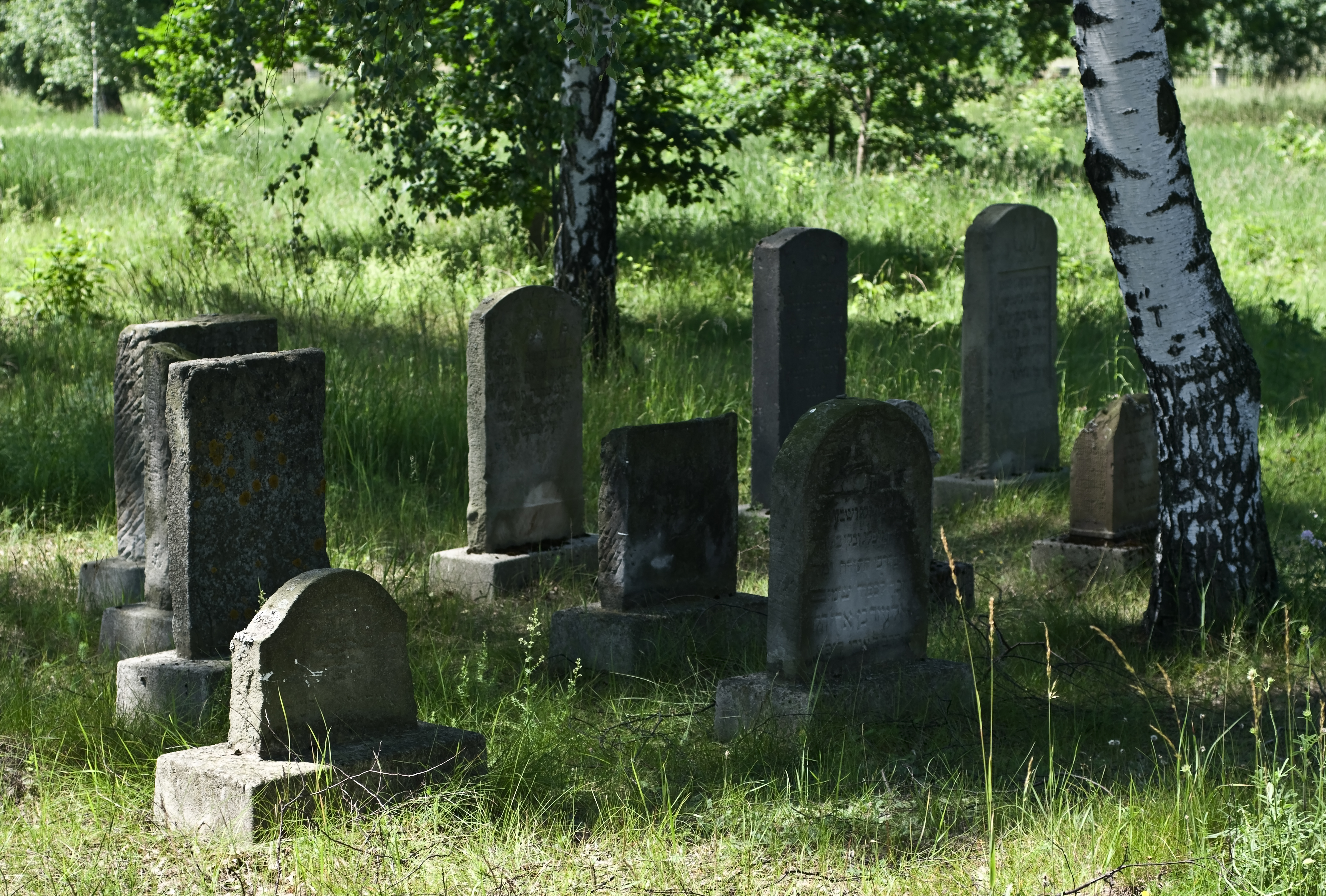
Macewy